# Abdool Karim Vakil
Abdool Magid Abdool Karim Vakil GOIH • GCIH nasceu em Maputo, Moçambique, mudou-se para Portugal em 1956 e foi líder da Comunidade Islâmica de Lisboa.

## Biografia
Nasceu em Moçambique e vive em Portugal desde 1956. Licenciado em Finanças pelo Instituto Superior de Ciências Económicas e Financeiras da Universidade Técnica de Lisboa fez carreira nos sectores públicos e privados em Moçambique e Portugal, tendo-se, mais tarde, concentrado na banca. Passando pelo Banco de Portugal, o Ministério das Finanças português, a administração do Manufacturer's Hanover e a direcção do Banco Nacional Ultramarino, decidiu criar, em 1984 a Gemini Financial. Dez anos depois, Vakil regressa a Portugal para criar o Banco Efisa. A 9 de Junho de 2005, foi agraciado com o grau de Grande-Oficial da Ordem do Infante D. Henrique. Foi, também, gestor do Banco Português de Negócios, sendo substituído em 2008 por Miguel Cadilhe. Desde 2006, exerce o cargo de Presidente do conselho de administração no Banco da África Ocidental em Bissau.
Foi presidente da Comunidade Islâmica de Lisboa entre 1988 e 2020.[carece de fontes?]
A 20 de junho de 2022, foi agraciado com o grau de Grã-Cruz da Ordem do Infante D. Henrique.